# ETB Schwarz-Weiß Essen (Basketball)
Die ETB Miners Essen sind eine Basketballmannschaft aus Essen.
Seit 2019 wird sie von der ETB BSB UG unter diesem Namen betrieben und nimmt in der Saison 2024/25 seit fünf Jahren erstmals wieder am Spielbetrieb der 2. Bundesliga ProB teil.
Ihren Ursprung findet die Mannschaft im ETB Schwarz-Weiß Essen e. V., in welchem sie als Abteilung 1960 gegründet wurde. Die Jugend- sowie Damen- und Herrenmannschaften der ETB Miners sind weiterhin als Basketballabteilung im ETB SW Essen e. V. eingegliedert.

## Geschichte

### ETB Schwarz-Weiß Essen
Als Essener Turner Bund Schwarz-Weiß war der Verein 1975 Gründungsmitglied der 2. Basketball-Bundesliga Nord. In den 1970er Jahren gab es mit SGN Essen/RuWa Dellwig zudem einen Essener Vertreter in der Basketball-Bundesliga. Diese Mannschaft zog sich nach dem Abstieg 1976 ganz aus dem Basketball zurück, woraufhin die meisten Spieler zum Zweitligisten ETB wechselten.
Im Juni 2005 übernahm die neugegründete ETB Schwarz-Weiß Basketball Essen GmbH den Betrieb der Mannschaft. 2006 stieg der ETB in die erste Regionalliga ab.

### ETB Wohnbau Baskets Essen
Im Sommer 2006 wurde der Mannschaftsname in ETB Wohnbau Baskets Essen geändert, nachdem mehrere Namensvorschläge auf der ETB-Internetseite zur Abstimmung gestanden hatten. In der Saison 2006/07 wurde die Mannschaft Sechster der Regionalliga West, verpasste den sportlichen Aufstieg, erhielt aber dennoch für die Saison 2007/08 eine Lizenz für die neugeschaffene 2. Bundesliga ProB, da die Lizenz der NVV Lions Mönchengladbach übernommen wurde, die ihren Verzicht erklärt hatten. Ab April 2007 führte Markus Horn die Geschicke als Sportdirektor. In der ProB-Premierensaison 2007/08 gewann der ETB unter der Leitung von Trainer Igor Krizanovic direkt den Meistertitel und stieg somit in die 2. Bundesliga ProA auf.
In der Saison 2010/2011 konnte der ETB das erste Mal in die Meisterrunde der ProA einziehen, schied allerdings direkt in der ersten Runde gegen die VfL Kirchheim Knights aus. Nach dem Ende des Spieljahres 2012/13 schied Sportdirektor Horn aus dem Amt. Bei der zweiten Playoff-Teilnahme in der Saison 2013/2014 mussten sich die ETB Wohnbau Baskets ebenfalls in der ersten Runde gegen die BG Göttingen geschlagen geben.
Im Januar 2016 leitete die 2. Basketball-Bundesliga ein Nachlizenzierungsverfahren gegen den ETB ein, da Geschäftsführung und Gutachterausschuss die wirtschaftliche Leistungsfähigkeit in Zweifel zogen. Die Mannschaft bekam vier Punkte abgezogen. Das erfolgte nach Angaben der Ligaleitung wegen „eines vorsätzlichen bzw. zumindest grob fahrlässigen Verstoßes gegen die Bestimmungen des Lizenzstatuts“. Anfang Februar 2016 stellte die Liga nach der Durchsicht des eingereichten Liquiditätsplans dann fest, dass die Mannschaft „ihre finanziellen Verpflichtungen innerhalb der laufenden Wettkampfsaison zeitgerecht erfüllen“ kann. Bereits im Oktober 2015 hatte die Liga dem ETB aufgrund einer nicht eingehaltenen Auflage mit einer Geldstrafe sanktioniert.
In der Saison 2016/17 verpasste der ETB als Tabellenfünfzehnter den Klassenverbleib und stieg in die ProB ab. Anfang Februar 2018 trat Trainer Krizanovic nach fast elfjähriger Amtszeit von seinem Posten zurück. Zuvor hatte es eine Negativserie mit nur einem Sieg aus zehn Spielen gegeben, die Mannschaft war auf den zehnten Rang der ProB-Nord abgerutscht. Philipp Stachula übernahm den Trainerposten und führte den ETB in der Abstiegsrunde zum Klassenverbleib in der 2. Bundesliga ProB.
Im Juli 2018 übernahm Uwe Loch die Geschäftsführung von Marc Wierig. Im Februar 2019 wurde dem ETB die Lizenz für die ProB-Saison 2018/19 wegen fehlender wirtschaftlicher Leistungsfähigkeit nachträglich entzogen. Damit stand der Verein als erster Absteiger fest. Zum Zeitpunkt des Lizenzentzugs war Essen bereits abgeschlagener Tabellenletzter der Nordstaffel. Im Februar 2019 stellte die Geschäftsleitung der Betreibergesellschaft einen Insolvenzantrag, der Spielbetrieb wurde eingestellt. Man habe lange um die Existenz der Mannschaft gekämpft und versucht, „den Verein finanziell in die Spur zu bringen“, hieß es seitens der Mannschaftsleitung, die keine Gründe für die missliche Wirtschaftslage angab.

### ETB Miners Essen
Nach dem Konkurs der Betreibergesellschaft ETB Schwarz-Weiß Basketball Essen GmbH übernahm der ETB-Hauptverein die Leitung der Mannschaft, die fortan in der 1. Regionalliga spielte. Im Juli 2019 erfolgte die Gründung einer neuen Betreibergesellschaft (ETB BSB UG), als deren Gegenstand die „Organisation des Spielbetriebes der 1. Herrenbasketballmannschaft des Essener Turnerbund Schwarz-Weiss e. V.“ angegeben wurde. Die Mannschaft erhielt den Spitznamen „Miners“, um die Verbundenheit mit der Bergbautradition der Gegend zu unterstreichen. Die Wohnbau eG als langjähriger Geld- und Namensgeber setzte ihr Engagement fort, die Mannschaft trat nun unter dem Namen ETB Wohnbau Miners Essen an. Das Traineramt übernahm die Spanierin Iria Uxía Romarís Durán, Björn Barchmann wurde Sportlicher Leiter. Romarís Durán blieb nur bis Ende Oktober 2019 im Amt, Barchmann übernahm auch das Traineramt. Die Mannschaft fand sich im Tabellenkeller der 1. Regionalliga wieder, im Januar 2020 gab Barchmann das Traineramt an Dhnesch Kubendrarajah ab und kümmerte sich wieder vornehmlich um seine Aufgabe als Sportlicher Leiter. Die Saison 2019/20 in der 1. Regionalliga West wurde wegen der Ausbreitung des Coronavirus SARS-CoV-2 vorzeitig abgebrochen, die Essener Mannschaft belegte mit einem Sieg und 24 Niederlagen den letzten Platz der Abschlusstabelle. Nach der Saison 2019/20 zog sich Barchmann als Sportlicher Leiter zurück.
Im März 2020 wurde mit Raphael Wilder ein erfahrener Mann als Sportlicher Leiter verpflichtet, der als Ziel zunächst den Wiederaufstieg in die 1. Regionalliga ausgab. Als neuer Trainer wurde der Serbe Dragan Torbica geholt. Im Sommer 2020 endete die Zusammenarbeit der ETB-Basketballer und dem Unternehmen Wohnbau eG nach 15 Jahren. Die Mannschaft wurde mit mehreren Spielern verstärkt, die Erfahrung aus höheren Spielklassen mitbrachten. Die Saison 2020/21 wurde wegen der COVID-19-Pandemie abgebrochen. Der Westdeutsche Basketball-Verband stockte die 1. Regionalliga West im Sommer 2021 um zwei Mannschaften auf, Essen erhielt den Zuschlag für einen der beiden freigewordenen Plätze und stieg somit auf. Als neuer Trainer wurde Lars Wendt eingestellt, Wilder übernahm zusätzlich zu seinem Amt als Sportlicher Leiter den Co-Trainer-Posten.
Im Sommer 2022 veröffentlichte die sportliche Leitung das Ziel, die Mannschaft in die 2. Bundesliga ProB zu führen. In der Sommerpause 2022 stießen mehrere Spieler (Nikita Khartchenkov, Dzemal Selimovic, Milen Zahariev) zum Essener Aufgebot, die sich mit ihren Leistungen bereits in der Regionalliga und höheren Ligen einen Namen gemacht hatten. In der Saison 2022/23 wurde man Vizemeister der 1. Regionalliga West. Anschließend wurde das Vorhaben bekräftigt, den Aufstieg in die 2. Bundesliga ProB zu erreichen. Mit einem Sieg im letzten Endspiel der Saison 2023/24 erreichte die Mannschaft vor 2247 Zuschauern den Aufstieg in die dritthöchste deutsche Liga (2. Bundesliga ProB) und den professionellen Basketball.
In der ersten Saison nach Wiederaufstieg in die 2. Bundesliga ProB konnte die Playoff-Teilnahme mit dem 8. Platz in der Hauptrunde erspielt werden. Nach Siegen im Achtel- und Viertelfinale, unterlag man im Halbfinale den Wolmirstedter Basketballern mit 1:2, welche sich so den Aufstieg in die ProA sicherten. Mit durchschnittlich 925 Zuschauern in der Sporthalle am Hallo, platzierte man sich auf dem 8. Platz im Ranking der 28 Vereine der ProB.

### Heimspielstätte
Ihre Heimspiele trägt die Mannschaft im Sportpark Am Hallo in Essen aus, dessen Halle über 2.360 Sitzplätze und 226 Stehplätze verfügt.

## Kader 2024/25
| Spieler | Spieler            | Spieler                  | Spieler    | Spieler | Spieler | Spieler                       |
| Nr.     | Nat.               | Name                     | Geburt     | Größe   | Info    | Letzter Verein                |
| ------- | ------------------ | ------------------------ | ---------- | ------- | ------- | ----------------------------- |
|         |                    | Guards (PG, SG)          |            |         |         |                               |
| 10      | Vereinigte Staaten | Isaiah Sanders           | 23.03.2000 | 1,96 m  |         | Nürnberg Falcons BC           |
| 0       | Vereinigte Staaten | Brian Christopher Dawson | 27.05.1999 | 1,87 m  |         | Elephants Grevenbroich        |
| 17      | Deutschland        | Samuel Mpacko            | 18.01.1998 | 1,87 m  |         | ART Giants Düsseldorf         |
| 21      | Deutschland        | Tim Schneider            | 07.02.2002 | 1,87 m  |         | DEPANT Giessen 46ers Rackelos |
| 2       | Deutschland        | Dion Braimoh             | 14.04.1999 | 1,95 m  |         | Aschersleben Tigers BC        |
| 13      | Deutschland        | Lukas Ophelders          | 02.02.2007 | 1,91 m  |         | ETB SW Essen                  |
| 1       | Italien            | Gianluca Pavlidis        | 29.04.2006 | 1,92 m  |         | Südwest Baskets Wuppertal     |
|         |                    | Forwards (SF, PF)        |            |         |         |                               |
| 20      | Deutschland        | Ralph Ole Bongartz       | 16.11.2003 | 2,01 m  |         | ETB SW Essen                  |
| 18      | Deutschland        | Robin Danes              | 01.08.2001 | 1,98 m  |         | BSW Sixers                    |
| 32      | Deutschland        | Reik Simon Gäbler        | 28.02.2004 | 1,90 m  |         | Eisbären Bremerhaven          |
| 12      | Deutschland        | Niclas Jonathan Sperber  | 15.03.1996 | 2,03 m  |         | Itzehoe Eagles                |
| 7       | Deutschland        | Noah Westerhaus          | 27.04.1998 | 2,00 m  |         | EPG Baskets Koblenz           |
|         |                    | Center (C)               |            |         |         |                               |
| 22      | Serbien            | Dzemal Selimovic         | 24.06.1999 | 2,05 m  |         | Bayer Giants Leverkusen       |
| 5       | Deutschland        | Benjamin Uzoma           | 03.11.1998 | 2,10 m  |         | ART Giants Düsseldorf         |

| Trainer     | Trainer        | Trainer    |
| Nat.        | Name           | Position   |
| ----------- | -------------- | ---------- |
| Deutschland | Lars Wendt     | Trainer    |
| Deutschland | Raphael Wilder | Co-Trainer |

| Legende           | Legende   |
| Abk.              | Bedeutung |
| ----------------- | --------- |
| Quellen           |           |
| Teamhomepage      |           |
| Ligahomepage      |           |
| Stand: 04.01.2025 |           |

| Legende           | Legende   |
| Abk.              | Bedeutung |
| ----------------- | --------- |
| Quellen           |           |
| Teamhomepage      |           |
| Ligahomepage      |           |
| Stand: 04.01.2025 |           |

### Wechsel zur Saison 2024/2025
Zugänge
- Niclas Sperber (Itzehoe Eagles)
- Benjamin Uzoma (ART Giants Düsseldorf)
- Robin Danes (BSW Sixers)
- Isaiah Sanders (Nürnberg Falcons BC)
- Samuel Mpacko (ART Giants Düsseldorf)
- Brian Christopher Dawson (Elephants Grevenbroich)
- Maximilian Begue (SBB Baskets Wolmirstedt)
- Dion Braimoh (Aschersleben Tigers BC)

Abgänge
- Alexander Herbort
- Kevin Bryant
- Bryant Allen
- Justin Andrew
- Thimothee Troussel
- Nikita Khartchenkov (Karriere beendet)
- Marius Behr

## Bekannte ehemalige Spieler
- Gerrit Terdenge (Karriere beendet)
- Steven Esterkamp (Karriere beendet)
- Marco Grimaldi (Karriere beendet)
- Robin Christen (später Nationalspieler)
- Patrick Flomo (Karriere beendet)

## Trainer
| Amtszeit        | Name                    |
| --------------- | ----------------------- |
| 2001–2005       | Markus Zilch            |
| 2005–02/2006    | Matthias Haller         |
| 02/2006–2007    | / Keith Gray            |
| 2007–02/2018    | Igor Krizanovic         |
| 02/2018–06/2019 | Philipp Stachula        |
| 06/2019–10/2019 | Iria Uxía Romarís Durán |
| 10/2019–01/2020 | Björn Barchmann         |
| 01/2020–03/2020 | Dhnesch Kubendrarajah   |
| 04/2020–2021    | Dragan Torbica          |
| seit 2021       | Lars Wendt              |

## Überblick aller Spielzeiten (seit 2001)
| Spielzeit | Liga                                   | Platzierung | Anmerkungen                                                                                |
| --------- | -------------------------------------- | ----------- | ------------------------------------------------------------------------------------------ |
| 2001/2002 | 2. Basketball–Bundesliga (Nordstaffel) | 10.         |                                                                                            |
| 2002/2003 | 2. Basketball–Bundesliga (Nordstaffel) | 14.         |                                                                                            |
| 2003/2004 | 2. Basketball–Bundesliga (Nordstaffel) | 8.          |                                                                                            |
| 2004/2005 | 2. Basketball–Bundesliga (Nordstaffel) | 10.         |                                                                                            |
| 2005/2006 | 2. Basketball–Bundesliga (Nordstaffel) | 16.         | Abstieg in die Regionalliga                                                                |
| 2006/2007 | 1. Regionalliga West                   | 1.          | Aufstieg in die 2. Bundesliga ProB                                                         |
| 2007/2008 | 2. Bundesliga ProB                     | 1.          | Aufstieg in die 2. Bundesliga ProA                                                         |
| 2008/2009 | 2. Bundesliga ProA                     | 13.         |                                                                                            |
| 2009/2010 | 2. Bundesliga ProA                     | 14.         |                                                                                            |
| 2010/2011 | 2. Bundesliga ProA                     | 9.          |                                                                                            |
| 2011/2012 | 2. Bundesliga ProA                     | 7.          | mit 0:3 im Playoff-Viertelfinale gegen die Kirchheim Knights ausgeschieden                 |
| 2012/2013 | 2. Bundesliga ProA                     | 12.         |                                                                                            |
| 2013/2014 | 2. Bundesliga ProA                     | 8.          | mit 1:3 im Playoff-Viertelfinale gegen die BG Göttingen ausgeschieden                      |
| 2014/2015 | 2. Bundesliga ProA                     | 7.          | mit 2:3 im Playoff-Viertelfinale gegen Nürnberger Basketball Club ausgeschieden            |
| 2015/2016 | 2. Bundesliga ProA                     | 14.         |                                                                                            |
| 2016/2017 | 2. Bundesliga ProA                     | 15.         | Abstieg in die 2. Bundesliga ProB                                                          |
| 2017/2018 | 2. Bundesliga ProB                     | 10.         | 2. Platz in der Abstiegsrunde                                                              |
| 2018/2019 | 2. Bundesliga ProB                     | 12.         | Letzter in der Abstiegsrunde; Lizenzentzug während der Saison; Abstieg                     |
| 2019/2020 | 1. Regionalliga West                   | 14.         | Abstieg in die 2. Regionalliga                                                             |
| 2020/2021 | 2. Regionalliga                        | /           | Saisonabbruch aufgrund Covid19-Pandemie; Aufstieg in die 1. Regionalliga (Ligaaufstockung) |
| 2021/2022 | 1. Regionalliga West                   | 9.          |                                                                                            |
| 2022/2023 | 1. Regionalliga West                   | 1.          | 2. Platz in der folgenden Meisterrunde                                                     |
| 2023/2024 | 1. Regionalliga West                   | 1.          | 1. Platz in der Meisterrunde: Aufstieg in die 2. Bundesliga ProB                           |
| 2024/2025 | 2. Bundesliga ProB                     | 8.          | mit 1:2 im Playoff-Halbfinale gegen SBB Baskets Wolmirstedt ausgeschieden                  |
| 2025/2026 | 2. Bundesliga ProB                     |             |                                                                                            |

Legende

 Aufstieg    /
 Abstieg    /
 Playoff-Teilnahme 

## Jugend-, Damen-, Herrenmannschaften
Der Nachwuchsbereich sowie die Damen- und Herrenmannschaften der ETB Miners bilden im ETB Schwarz-Weiß Essen e. V. die Basketballabteilung. Eine Ausnahme stellt die Teilnahme an der gemeinsamen Kooperation Metropol Baskets Ruhr dar, deren Gründungsmitglied der ETB SW Essen ist. Mit Partnern wie beispielsweise den Citybasket Recklinghausen oder VfL AstroStars Bochum wird eine Startgemeinschaft für die Nachwuchsbundesligen der U16 (JBBL) und U19 (NBBL) aufgestellt.
Die Basketballabteilung verfügt über vier Herrenmannschaften und eine Damenmannschaft. Die Damenmannschaft des ETB spielt in der Landesliga, während zum Beispiel die 2. Herrenmannschaft in der 2. Regionalliga antritt. Im Jugendbereich wird von der U10 bis zur U18 in der höchsten verbandseigenen Spielklasse gespielt (Regionalliga bzw. Oberliga für U10).
Die Basketballabteilung des ETB SW Essen ist der fünftgrößte Basketballverein des Ruhrgebiets und liegt in der bundesdeutschen Rangliste der größten Basketballvereine auf dem 51. Platz.

## Sonstiges
Ewige Tabelle der 2. Bundesligen (Stand 05/2025)
- Ewige Tabelle 2. Bundesliga ProA: 18. Platz[44]
- Ewige Tabelle 2. Bundesliga ProB: 41. Platz[45]

Mannschaftsnamen:
- bis 2006: ETB Schwarz-Weiß Essen
- 2006–2019: ETB Wohnbau Baskets Essen
- 2019–2020: ETB Wohnbau Miners
- seit 2019: ETB Miners Essen